# Lista de anfíbios de Angola
Estão descritos 117 espécies de anfíbios em Angola, todos eles anuros, de 13 famílias diferentes, distribuídas por 25 géneros. Dezoito espécies são endémicas.
Noventa e uma espécies avaliadas pela UICN fram classificada como pouco preocupante em termos de conservação, enquanto outras 22 não tem dados suficientes para serem classificadas. Estas incluem todas as espécies endémicas. As restantes não foram avaliadas.

## Pipidae
- Xenopus
  - Xenopus andrei
  - Xenopus cf. epitropicalis
  - Xenopus muelleri
  - Xenopus petersii
  - Xenopus poweri

## Bufonidae
- Mertensophryne
  - Mertensophryne melanopleura
  - Mertensophryne aff. mocquardi

- Poyntonophrynus
  - Poyntonophrynus dombensis
  - Poyntonophrynus grandisonae (endémica)
  - Poyntonophrynus kavangensis

- Schismaderma
  - Schismaderma carens

- Sclerophrys
  - Sclerophrys buchneri
  - Sclerophrys funerea
  - Sclerophrys garmani
  - Sclerophrys gutturalis
  - Sclerophrys lemairii
  - Sclerophrys poweri
  - Sclerophrys pusilla
  - Sclerophrys regularis

## Microhylidae
- Phrynomantis
  - Phrynomantis affinis
  - Phrynomantis annectans
  - Phrynomantis bifasciatus

## Brevicipitidae
- Breviceps
  - Breviceps poweri

## Hemisotidae
- Hemisus
  - Hemisus guineensis
  - Hemisus marmoratus

## Hyperoliidae
- Afrixalus
  - Afrixalus dorsalis
  - Afrixalus fulvovittatus
  - Afrixalus osorioi
  - Afrixalus quadrivittatus
  - Afrixalus wittei

- Cryptothylax
  - Cryptothylax greshofi

- Hyperolius
  - Hyperolius adspersus
  - Hyperolius angolensis
  - Hyperolius benguellensis
  - Hyperolius bicolor (endémica)
  - Hyperolius bocagei
  - Hyperolius chelaensis (endémica)
  - Hyperolius cinereus (endémica)
  - Hyperolius cinnamomeoventris
  - Hyperolius concolor
  - Hyperolius dartevellei
  - Hyperolius fuscigula (endémica)
  - Hyperolius glandicoor
  - Hyperolius gularis (endémica)
  - Hyperolius kivuensis
  - Hyperolius langi
  - Hyperolius maestus (endémica)
  - Hyperolius nasutus
  - Hyperolius nitidulus
  - Hyperolius ocellatus
  - Hyperolius platyceps
  - Hyperolius polli
  - Hyperolius protchei (endémica)
  - Hyperolius pusillus
  - Hyperolius quinquevittatus
  - Hyperolius raymondi (endémica)
  - Hyperolius rhizophilus (endémica)
  - Hyperolius steindachneri
  - Hyperolius vilhenai (endémica)

- Kassina
  - Kassina kuvangensis
  - Kassina maculosa
  - Kassina senegalensis

## Arthroleptidae
- Arthroleptis
  - Arthroleptis carquejai (endémica)
  - Arthroleptis lameerei
  - Arthroleptis spinalis
  - Arthroleptis stenodactylus
  - Arthroleptis xenochirus

- Leptopelis
  - Leptopelis anchietae (endémica)
  - Leptopelis aubryi
  - Leptopelis bocagii
  - Leptopelis cynnamomeus
  - Leptopelis jordani (endémica)
  - Leptopelis marginatus (endémica)
  - Leptopelis notatus
  - Leptopelis viridis

- Trichobatrachus
  - Trichobatrachus robustus

## Ptychadenidae
- Hildebrandtia
  - Hildebrandtia ornatissima (endémica)
  - Hildebrandtia ornata

- Ptychadena
  - Ptychadena anchieta
  - Ptychadena ansorgii
  - Ptychadena bunoderma
  - Ptychadena grandisonae
  - Ptychadena guibei
  - Ptychadena keilingi
  - Ptychadena cf. mascariensis
  - Ptychadena cf. mossambica
  - Ptychadena oxyrhynchus
  - Ptychadena perplicata
  - Ptychadena porosissima
  - Ptychadena subpunctata
  - Ptychadena taenioscelis
  - Ptychadena upembae
  - Ptychadena uzungwensis

## Phrynobatrachidae
- Phrynobatrachus
  - Phrynobatrachus brevipalmatus (endémica)
  - Phrynobatrachus cryptotis
  - Phrynobatrachus mababiensis
  - Phrynobatrachus minutus
  - Phrynobatrachus natalensis
  - Phrynobatrachus parvulus
  - Phrynobatrachus plicatus

## Pyxicephalidae
- Amietia
  - Amietia angolensis

- Aubria
  - Aubria sp

- Pyxicephalus
  - Pyxicephalus edulis

- Tomopterna
  - Tomopterna cryptotis
  - Tomopterna domarensis
  - Tomopterna krugerensis
  - Tomopterna tandyi
  - Tomopterna tuberculosa

## Dicroglossidae
- Hoplobatrachus
  - Hoplobatrachus occipitalis

## Ranidae
- Amnirana
  - Amnirana albolabris
  - Amnirana darlingi
  - Amnirana lemairei
  - Amnirana lepus
  - Amnirana parkeriana (endémica)

## Rhacophoridae
- Chiromantis
  - Chiromantis xerampelina